# جاي برادلي
جاي برادلي (بالإنجليزية: Brad Bradley)‏ هو مصارع محترف أمريكي، ولد في 17 نوفمبر 1990 في ديكالب في الولايات المتحدة.

## وصلات خارجية
- جاي برادلي على موقع WrestlingData.com (الإنجليزية)
- جاي برادلي على موقع CageMatch worker (الإنجليزية)
- جاي برادلي على موقع قاعدة بيانات المصارعة على الإنترنت (الإنجليزية)
- جاي برادلي على موقع عالم المصارعة على الإنترنت (الإنجليزية)

- جاي برادلي على موقع IMDb (الإنجليزية)
- جاي برادلي على موقع قاعدة بيانات الفيلم (الإنجليزية)